# Someshwar
Someshwar är en ort i Indien.   Den ligger i distriktet Udupi och delstaten Karnataka, i den södra delen av landet, 1 700 km söder om huvudstaden New Delhi. Someshwar ligger 134 meter över havet och antalet invånare är 22 137.
Terrängen runt Someshwar är kuperad söderut, men norrut är den platt. Runt Someshwar är det ganska tätbefolkat, med 129 invånare per kvadratkilometer. Someshwar är det största samhället i trakten. I omgivningarna runt Someshwar växer i huvudsak städsegrön lövskog.